# 杨雄 (观王)
楊雄（542年—612年3月19日），本名惠，又作杨士雄，字威惠，与隋文帝合谱自称为杨坚族子。

## 生平
楊雄父楊紹，后魏燕州刾史，周任敷幽二州刾史，傥城郡公，赠使持节大将军，成文扶邓洮五州刾史，谥曰信。杨雄子承父业，成为周武帝的禁闱爪牙，平定宇文直之乱。
周孝闵帝宇文觉元年（557年），授右侍上士。周武帝宇文邕保定三年（563年），授都督。周武帝宇文邕天和元年（566年），授帅都督领后侍中士。周武帝宇文邕天和五年（570年），授右宫伯上士，其年又授大都督，领后侍。密勿禁闱，爪牙攸属。久劳于内，寔简帝心。乃授车骑大将军、仪同三司，后丁忧。周武帝宇文邕建德三年（574年），服阙，授太子右司旅。时卫王直宠弟骄矜，潜谋逆乱，利兵锐卒，宵攻禁门（宇文直造反）。以功封清水县开国子，食邑三百户，进授使持节上仪同大将军。周武帝宇文邕宣政元年（578年），授御侮中旅下大夫，其年改封武阳县开国公，增邑七百户，仍授右少司卫中大夫。周宣帝宇文赟大象元年（579年），授上柱国、雍州牧（与《北史》存在矛盾，周宣帝宇文赟驾崩于大象二年）。
开皇元年（581年）隋朝建立，授左卫大将军、知左右武候事、兼宗正卿。且有后命，判珪疏爵，乃册封广平郡王，邑五千户。开皇九年（589年），册授司空、上柱国、王如故。开皇十九年（599年），改封清漳郡王。仁寿元年（601年），改封安德王。
隋炀帝大业元年（605年），授郑州刺史、太子太傅。大业三年（607年），授京兆尹、光禄大夫。大业四年（608年），吐谷浑犬居荒服，逋逃遐外。爰降王师，出车薄伐，有诏授浇河将军。有诏改封观王，令子孙承袭，传之不朽。大业七年（611年），敕兼左御卫大将军。大业八年（612年），隋炀帝征高句丽，授左第七军辽东道。
大业八年三月十日遘疾薨于辽西郡，春秋七十有三。乘舆辍朝兴悼，不听政者三日。……诏赠司徒公……十郡太守。

## 家庭

### 夫人
- 长孙淑信，西魏假黄钺、太保、大丞相、领尚书事、上党文宣王长孙稚孙女，大将军、荆州总管长孙景略之女，生杨恭仁[1]
- 王媛华，北魏假黄钺、光禄大夫、太保、沧怀郑胶光青徐齐兖九州诸军事、沧州刺史、录尚书事、武功郡开国公王陵孙女，太子洗马、内舍人、安州刺史王焕之女，大成元年封高阳郡君，大象元年十二月十六日封邗国夫人，开皇元年六月廿一日封广平王妃[1]

### 子女
- 长子，楊恭仁，吏部尚书、观国公
- 楊綝，司隸大夫
- 楊续，郓州刺史、都水使者、弘农郡公
- 杨縯
- 杨恭道
- 楊师道，唐中书令、安德郡公
- 杨氏，嫁唐朝光禄大夫、芮定公豆卢宽
- 杨氏，嫁隋朝千牛、安吉公韦彧[2]
- 杨氏，第三女，嫁燕宝寿，女儿燕氏为唐太宗德妃
- 杨十戒，嫁卫州刺史李君，贞观十八年一十二月十日终於长安之太平里第，春秋五十八。见《唐故使持节卫州刾史李君杨夫人墓志铭并序》[3]。
- 杨上慈，见《唐故员外散骑侍郎行少府监丞李府君夫人杨氏墓志》

## 延伸阅读
[在维基数据编辑]
 《隋書/卷43》，出自魏徵《隋书》